# Locris undata
Locris undata är en insektsart som beskrevs av Victor Lallemand 1910. Locris undata ingår i släktet Locris och familjen spottstritar. Inga underarter finns listade i Catalogue of Life.